# Distrito de Merseburg-Querfurt
El Distrito de Merseburg-Querfurt (en alemán Landkreis Merseburg-Querfurt) se trata de un landkreis (distrito) ubicado al sur del estado federal alemán de Sajonia-Anhalt. Los territorios al norte limitan con el distrito de Mansfelder Land y el Saal así como la ciudad independiente (kreisfreie Stadt) de Halle (Saale), al oeste de distrito de la Comarca de Leipzig de Sajonia, al sur con los distritos de Weißenfels y Burgenland, al sudeste con el distrito del estado de Turingia denominado Kyffhäuser y al oeste con el distrito de Sangerhausen.

## Composición del distrito
(Habitantes a 30 de junio de 2005)

### Ciudades/municipios
| - 1. Braunsbedra, ciudad (12.550) - 2. Querfurt, ciudad (12.935) - 3. Schkopau (11.023) |

### Agrupaciones administrativas
Localización de la administración * 
| - 1. Verwaltungsgemeinschaft Bad Dürrenberg 1. Bad Dürrenberg, ciudad * (11.534) 2. Nempitz (311) 3. Oebles-Schlechtewitz (213) 4. Spergau (1.106) 5. Tollwitz (1.248) - 2. Verwaltungsgemeinschaft Bad Lauchstädt 1. Bad Lauchstädt, Stadt (4.933) 2. Klobikau (601) 3. Milzau (972) - 3. Verwaltungsgemeinschaft Laucha-Schwarzeiche 1. Delitz am Berge (992) 2. Schafstädt, Stadt (2.187) | - 4. Verwaltungsgemeinschaft Leuna-Kötzschau 1. Friedensdorf (320) 2. Günthersdorf (1.199) 3. Horburg-Maßlau (566) 4. Kötschlitz (931) 5. Kötzschau (2.040) 6. Kreypau (332) 7. Leuna, ciudad * (6.977) 8. Rodden (256) 9. Wallendorf (Luppe) (1.014) 10. Zöschen (1.051) 11. Zweimen (329) - 5. Verwaltungsgemeinschaft Merseburg 1. Beuna (Geiseltal) (1.046) 2. Geusa (1.499) 3. Merseburg, ciudad * (34.790) - 6. Verwaltungsgemeinschaft Oberes Geiseltal 1. Mücheln (Geiseltal), ciudad * (9.419) 2. Oechlitz (589) | - 7. Verwaltungsgemeinschaft Weida-Land 1. Albersroda (476) 2. Alberstedt (500) 3. Barnstädt (1.190) 4. Esperstedt (692) 5. Farnstädt (1.239) 6. Nemsdorf-Göhrendorf * (1.000) 7. Obhausen (1.905) 8. Schraplau, ciudad (1.341) 9. Steigra (899) |